# Straus
Straus je priimek je priimek v Sloveniji in tujini. Po podatkih Statističnega urada Republike Slovenije je na dan 1. januarja 2011 v Slovenji uporabljalo ta priimek 42 oseb.  

## Znani slovenski nosilci priimka
- Janez Andrej Straus (1721—1783), slikar
- Jože (Joseph) Straus (*1938), pravnik, strokovnjak za patentno pravo

## Znani tuji nosilci priimka
- Oscar Straus (1870—1954), avstrijski skladatelj in dirigent